# حسین شهیدی (سیاستمدار)
شیخ حسین شهیدی از سیاستمداران ایرانی بود، که در دوره نخست بعنوان نماینده قزوین در مجلس شورای ملی حضور داشت.